# Angelo Pascal
Angelo Pascal (Torino, 11 agosto 1858 – Torino, 18 luglio 1888) è stato un pittore italiano.

## Biografia
Angelo Pascal nacque a Torino, da padre sarto, nell'agosto del 1858, e fu avviato allo studio della matematica e dell'ingegneria. La vocazione artistica prese il sopravvento e lasciata l'università entrò all'Accademia Albertina dove diventò uno degli allievi più brillanti del pittore Andrea Gastaldi.
Iniziò con soggetti storici di ispirazione romantica, per poi trasformarsi in un pittore naturalista e paesaggista. Morì precocemente all'età di 30 anni, il 18 luglio 1888.